# Верочка
«Верочка» — рассказ Антона Павловича Чехова. Написан в 1887 году, впервые опубликован в 1887 году в газете «Новое время» № 3944 от 21 февраля с подписью «Ан. Чехов».

## Публикации
Рассказ А. П. Чехова «Верочка» написан в 1887 году, впервые опубликован в 1887 году в газете «Новое время» № 3944 от 21 февраля с подписью «Ан. Чехов», в 1887 году вошёл в сборник «В сумерках», в 1889 году напечатан во Львове, вошёл в собрание сочинений А. Чехова, издаваемое Адольфом Марксом.
В рассказе Чехов использовал материал, предоставленный ему Билибиным, который писал: «Какое Вы имели полное право выставить мою Олену героиней рассказа „Верочка“? Вот, смотрите, я Вас опишу под названием „Антоша“». М. П. Чехов отмечал, что «описанный в „Верочке“ сад при лунном свете с переползавшими через него клочьями тумана — это сад в Бабкине». Действие рассказа происходит в городке Воскресенске, расположенном недалеко от Бабкина.
Рассказ «Верочка» была любимым произведением писателя. При жизни Чехова рассказ переводился на венгерский, немецкий, румынский, сербскохорватский, словацкий и чешский языки.

## Персонажи
- Иван Алексеевич Огнев: молодой чиновник, 29 лет, не женат, отправлен из Санкт — Петербурга в российскую провинцию собирать статистику.
- Гаврила Петрович Кузнецов: лысый старик в пикейном пиджаке. У него иногда селился Иван Огнев.
- Вера Гавриловна Кузнецова: дочь Кузнецова, интересная девушка 21 года, часто грустная, одета небрежно.

## Сюжет
Действие рассказа происходит августовским вечером в одном уездном городе. Молодой чиновник Иван Огнев собирается уехать из небольшого провинциального городка к матери в Орел. В городок Иван был весной послан из Питера собирать статистические сведения. По пути он столкнулся с дочкой Гаврилы, Верой Гавриловной. Вера нравилась Огневу. Они попрощались, но Вера решила проводить Огнева до леса. Во время проводов Вера призналась в любви Огневу, который был озадачен: «Что же это такое? Но ведь я же ее… люблю или нет? Вот задача-то!».
Вера «плача, смеясь, сверкая слезинками на ресницах, … говорила ему, что с первых же дней знакомства он поразил ее своею оригинальностью, умом, добрыми, умными глазами, своими задачами и целями жизни, что она полюбила его страстно, безумно и глубоко». Огнев же испытывал «чувство сострадания к Вере, боль и сожаление, что из-за него страдает хороший человек».
Потом Вера ушла, а Огнев испытывал неловкость и угрызения совести из-за того, что отказал девушке, которая его любила. Он вернулся, походил мимо дома Веры и ушёл.

## Критика
Издатель Лейкин в письме к Чехову от 27 февраля 1887 года считал «Верочку» «неудачной вещичкой», противопоставляя ее юмористическим: «Вам маленькие рассказы лучше удаются. Это говорю не я один. Во вторник на первой неделе поста я был у Михневича на кислой капусте, там было много пишущей братии, зашел разговор о Вас, и говорили то же самое».
В. В. Билибин отмечал «этапное значение рассказа в развитии творчества Чехова». Он советовал Чехову бросить писать «мелочь»: «Разумеется, и рассказы в „Новом› времени“, несмотря на их относительную величину, представляют слишком узкую рамку для Вашей артистической физиономии. Отсюда часто происходит неясность, незаконченность и т. п. Возьмем „Верочку“. Она, наверное, не понята ни „критиками“, ни обыкновенным читателем. Мне кажется, что Вы не хотели ограничиться живописанием столь обычного и нередко трактованного сюжета: „она“ случайно полюбила „его“, но „он“ случайно не любит „её“, и что из этого произошло».
Критик К. К. Арсеньев считал рассказ «Верочка» отрывочным: «Что заставило Веру порвать с обычаем, что помешало ей заранее предвидеть отказ Огнева, что удержало последнего от увлечения, бывшего столь близким и столь возможным — все это едва намечено автором или не намечено вовсе. Чтобы понять и Веру, и Огнева, чтобы пережить вместе с ними решительную минуту, мы должны были бы знать их обоих гораздо ближе». В. А. Гольцев, подписавшийся как «Ав-в» в своей рецензии на сборник «В сумерках» в газете «Русские ведомости» считал, что «„Верочка“ составляет совсем оборванный эпизод». С этой точкой зрения был не согласен И. А. Белоусов,  который в письме к Чехову от 1 сентября 1887 года отмечал: «Рассказ „Верочка“ я нахожу вполне законченным; сужу по тому, что со мной случилась такая же история, как и с моим тёзкой Огневым; от таких историй нечего ждать конца, — так и должно случиться. Огнева наука заставит позабыть разлуку, а Верочку — разлука заставит позабыть любовь...»
А. Ф. Бычков был недоволен тем, что Чехов не отразил в рассказе предысторию описываемых событий: «Единственно, в чём можно упрекнуть автора, так это в том, что он совершенно не коснулся отношений Огнева к Вере Гавриловне, предшествовавших её признанию, которое таким образом является совершенною неожиданностию. Вследствие этого и весь рассказ представляется эпизодом, заимствованным из целой бытовой эпопеи, к которому как-то искусственно приставлено вступление». При этом Бычков похвалил автора за то, что «он сумел проникнуть в тайник душевных движений двух выведенных им действующих лиц и, надо сказать, с большим искусством и в высшей степени правдоподобно — а в этом заключается мастерство художника — изобразил борьбу, которая происходила в душе девушки, пока она не произнесла роковых для неё слов: „Я вас люблю“».
Литературные критики уделили внимание и образу Огнева. Так, А. Дистерло характеризовал его как «засохшего для поэзии, для счастья любви русского интеллигента, всю жизнь погружённого в книжные занятия ‹...›». В. Альбов на страницах журнала «Мир божий» высказал собственное мнение о чеховском персонаже: «Очевидно, Огнев просто дряблая натура, поражённая нравственным маразмом».
Л. Н. Толстой отнёс рассказ «Верочка» к понравившимся ему рассказам Чехова «2-го сорта».